# Министерство монтажных и специальных строительных работ СССР
Министерство монтажных и специальных строительных работ СССР (сокр. Минмонтажспецстрой) — орган государственного управления в СССР, согласно Конституции СССР являвшийся союзно-республиканским министерством, ведавшим строительными и монтажными работами на промышленных и гражданских объектах СССР.
Образовано в 1963 году, в качестве Государственного производственного комитета по монтажным и специальным работам СССР (сокр. Госмонтажспецстрой СССР). Создано на базе существовавшего Министерства монтажных и специальных строительных работ РСФСР. В сентябре 1965 года преобразовано в одноимённое министерство. Ликвидировано в 1991 году постановлением Госсовета СССР.

## История

### Предшественники
Предшественником государственного органа являлось республиканское Министерство строительства РСФСР, созданное законом ВС РСФСР от 29 мая 1957 года. Как раз в то время были упразднены несколько министерств: Минстрой СССР, Минстрой предприятий металлургической и химической промышленности СССР, Минтяжмаш СССР, Минхимпром СССР и Минцветмет. Через месяц, 25 июня, Минстрою РСФСР были переданы предприятия и организации, входившие в их состав. А с 13 июля 1957 года, по соглашению между республиканскими Советами Министров, ведомство стало работать на территории не только РСФСР, но и некоторых других республик Советского Союза: Азербайджанской, Армянской, Грузинской, Казахской, Литовской, Туркменской и Эстонской ССР.
23 января 1963 года появляется указ Президиума ВС РСФСР, согласно которому Минстрой РСФСР был переименован в Министерство монтажных и специальных строительных работ РСФСР. Через два месяца республиканское ведомство было ликвидировано и на его базе создан союзный Государственный производственный комитет.

### Появление и становление ведомства
15 марта 1963 года вышел приказ Госстроя № 67 «Об образовании Госмонтажспецстроя СССР». Ведомство появилось через три месяца, 9 июня 1963 года. Появившийся орган государственной власти подчинялся Госстрою СССР.
Через два года, 30 сентября 1965 года, совместным постановлением ЦК КПСС и Совета Министров СССР № 728, ведомство было преобразовано в Министерство монтажных и специальных строительных работ СССР.
В 1987 году принимается решение о строительстве в Казахской ССР Капчагайского завода ограждающих конструкций. Завод, строившийся вплоть до распада СССР, должен был выпускать металлические кровельные и стеновые материалы.

### Ликвидация
14 ноября 1991 года выходит постановление Госсовета СССР «Об упразднении Министерств и других центральных органов управления СССР», согласно которому были упразднены ряд министерств и ведомств Советского Союза, в том числе и Минмонтажспецстрой.

### Преемники
Преемником ведомства (в РФ) с 1991 года являлась госкорпорация «Монтажспецстрой», созданная постановлением Совета Министров РСФСР. В 1992 году, согласно указу Президента РФ Бориса Ельцина, она была реорганизована в ОАО «Корпорация „Монтажспецстрой“».

## Руководство и официальные названия
За годы своей истории, государственный орган трижды менял название:
| Название                                                                         | Подчинение                  | Годы деятельности       | Годы деятельности      | 1-й Руководитель               | 2-й Руководитель          | Основание преобр. |
| Название                                                                         | Подчинение                  | Начало                  | Конец                  | 1-й Руководитель               | 2-й Руководитель          | Основание преобр. |
| -------------------------------------------------------------------------------- | --------------------------- | ----------------------- | ---------------------- | ------------------------------ | ------------------------- | ----------------- |
| Государственный производственный комитет по монтажным и специальным работам СССР | СМ СССР                     | 15.03.1963              | 02.10.1965             | Фуад Борисович Якубовский      | Фуад Борисович Якубовский | -                 |
| Министерство по монтажным и специальным работам СССР                             | СМ СССР                     | 02.10.1965 — 27.03.1975 | 22.05.1975 — 7.06.1989 | Фуад Борисович Якубовский      | Борис Владимирович Бакин  | -                 |
| Министерство монтажных и специальных строительных работ СССР                     | СМ СССР / КабМин / Госсовет | 7.06.1989               | 1991                   | Александр Иванович Михальченко | -                         | -                 |

## Структура
В составе министерства была коллегия. Центральный аппарат (на 1988 год) включал:
- Главное научно-техническое управление.
- Главное экономическое управление.
- Главное производственное управление.
- Главное технологическое управление по промышленности.
- Главное управление проектирования и капитального строительства.
- Главное управление материально-технического обеспечения, сбыта и транспорта.
- Главное управление кадров и социального развития.
- Главное управление механизации и энергетики.
- Главное координационно-технологическое управление монтажных работ на специальных объектах.
- Главное координационно-технологическое управление монтажных работ на объектах металлургии.
- Главное координационно-технологическое управление монтажных работ на объектах химии и нефтехимии.
- Главное координационно-технологическое управление монтажных работ на объектах машиностроения.
- Главное координационно-технологическое управление буровзрывных, шахтопроходческих и гидротехнических работ.
- Главное координационно-технологическое управление монтажных работ на объектах агропромышленного комплекса.
- Главное управление специального строительства (Главспецстрой).
- Управление цен и методологии договорной работы.
- Управление по товарам народного потребления и услугам.
- Управление внешних связей.
- 2-е управление.
- Управление делами.
- Хозяйственное управление.
- Главное координационное управление по Западной Сибири. Располагалось в Тюмени.
- Главное координационное управление по Восточной Сибири и Дальнему Востоку. Располагалось в Красноярске.
- Союзглавкомплектавтоматика.
- Главное экономическое (планово-экономическое) управление.

Также имелись следующие производственно-отраслевые главные управления:
- Главкомплектоборудование — комплектная поставка оборудования.
- Главметаллургмонтаж — монтаж металлургических предприятий.
- Главмонтажавтоматика.
- Главморстальконструкция.
- Главнефтемонтаж — монтаж нефтеперерабатывающих и нефтедобывающих предприятий.
- Главпромвентиляция.
- Главсантехмонтаж — производство вентиляционных и санитарно-технических работ.
- Главснаб.
- Главспецпромстрой — производство специальных видов строительных и монтажных работ.
- Главстальконструкция — производство и монтаж стальных и сложных железобетонных конструкций.
- Главтепломонтаж — теплотехнические и изоляционные работы.
- Главтехмонтаж — монтаж химических и машиностроительных предприятий.
- Главэлектромонтаж — проектирование и электромонтажное производство на промышленных объектах.

Помимо этого, в составе ведомства имелись учреждения, отвечавшие за строительство объектов за рубежом, материально-техническое обеспечение и транспорт.

## Организации министерства
В состав министерства входили: 224 треста, 274 промышленных предприятия и 37 учебных заведений, которые осуществляли подготовку кадров, а также научные и проектные организации.

### Научные и проектные организации
- ВНИПИ «Теплопроект» — проектирование и стандартизация промышленных труб, печного хозяйства, теплоизоляции и т. п.
- «ВНИПИ ТПЭП» им. Ф. Б. Якубовского — разработка проектов электроснабжения, подстанций 220—110/35-20/10-6кВ, распредустройств 10-0,4кВ, воздушных и кабельных линий 110-35-20-10-6-0,4кВ, силового электрооборудования и автоматизации управления электроприводами, а также КИП, проекты наружного и внутреннего освещения (как для промышленных так и для гражданских сооружений).
- ВНИИмонтажспецстрой (Всесоюзный НИИ по монтажным и специальным строительным работам) — научные исследования и разработки в области естественных и технических наук; проектирование и изготовление металлоконструкций и т. п.
- Гипроспецлегконструкция (с 1986 г. стал «ЦНИПКТИ лёгких металлических конструкций») — научные исследования и разработки в области лёгких металлоконструкций (и комплектующих) для быстровозводимых зданий, технологий их производства и монтажа[9].

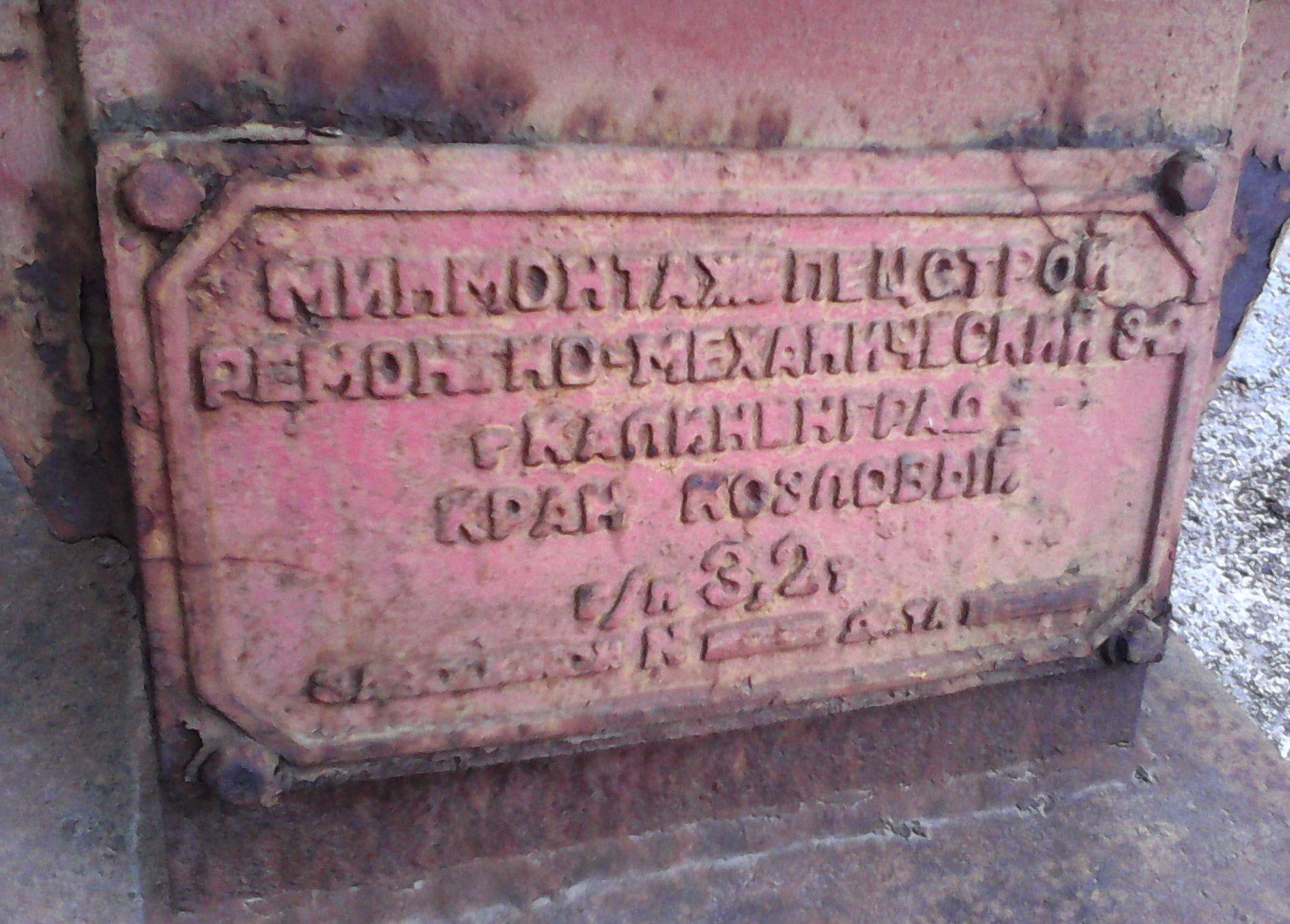
Заводской шильдик, установленный на козловом кране

### Заводы
- «Калининградский ремонтно-механический завод».
- «Ульяновский механический завод № 2».

### Тресты
К началу 1980 годов в состав министерства входили 224 треста, такие как:
- «Белгородстальконструкция» — производство и монтаж конструкций (стальных и железобетонных)[10].
- «Белсантехмонтаж № 1», г. Новополоцк. Основная деятельность — установка систем вентиляции, отопления, теплоснабжения, водопровода и канализации[11].
- «Востокбурвод» — специализированные работы по бурению скважин на воду и монтажу водоподъемного оборудования.
- «Запсибсантехмонтаж» — монтаж, ремонт, замена: систем отопления, водопроводов и т. п. Включал монтажные управления, ПМК и другие организации в Кемерово, Новокузнецке, Томске и других городах Западной Сибири.
- «Коксохиммонтаж» Главметаллургмонтажа.
- «Обьэлектромонтаж» — управление электромонтажными работами на строительстве объектов нефтяной отрасли.
- «Промвентиляция» — выпуск вентиляционного оборудования (из чёрной и оцинкованной стали).
- «Сибэлектромонтаж».
- «Союзкислородмонтаж» Главметаллургмонтажа — монтаж технологического оборудования цехов предприятий чёрной, цветной металлургии, химии и нефтехимической промышленности, а также авиакосмической и других отраслей.
- «Союзлифт» — монтажный трест. Основная деятельность — работы с подвесными канатными дорогами и лифтами.
- «Союзмонтажспецкомплект».
- «Союзшахтоосушение» — проекты и работы в области осушения различных месторождений (шахт, разрезов и т. п.).
- «Спецмашмонтаж» — работы по созданию стратегических объектов: оборонной, авиакосмических сферы и т.п.
- «Спецэлектромонтаж».
- «Строймеханизация» — работы по механизации строительства зданий и сооружений различного назначения.
- «Укргидромеханизация» — намывные работы (например, под жилую застройку или другие сооружения)[12].
- «Укргидроспецстрой» — возведение инженерных сооружений водопровода, канализации и пр.
- Тресты «-монтажавтоматика» Главмонтажавтоматики («Восток-»; «Каз-»; «Сиб-»; «Урал-»[13]) — работы по автоматизации технологических и производственных процессов в различных отраслях (нефтегазовой, нефтехимической, металлургической и энергетической).
- «Уралсибгидромеханизация».
- «Электромонтажконструкция» Главэлектромонтажа.
- «Юговостоксантехмонтаж».
- «Югстальконструкция».
- «Южтехмонтаж».